# Frasera tubulosa
Frasera tubulosa là một loài thực vật có hoa trong họ Long đởm. Loài này được Coville mô tả khoa học đầu tiên năm 1892.